# HMS Resolution (1915)
HMS Resolution – pancernik należący do Royal Navy z okresu I i II wojny światowej, należący do typu Revenge. Był dziesiątym okrętem brytyjskim noszącym tę nazwę. Nosił znak taktyczny 09.

## Historia
Stępkę pod budowę HMS „Resolution” położono 29 listopada 1913 roku w stoczni Palmers Shipbuilding and Iron Company w Hebburn. Wodowanie miało miejsce 14 stycznia 1915 roku, a okręt wszedł do służby 30 grudnia 1916 roku. Budowa kosztowała 2 449 680 funtów.
Wkrótce po wejściu do służby, w 1918 roku okręt został zmodernizowany przez dodanie tzw. bąbli (ang. bulges) – dodatkowych zewnętrznych przedziałów przeciwtorpedowych, zwiększających szerokość kadłuba z 27 do 30,9 m i wyporność okrętu.
Podobnie, jak inne okręty typu, „Resolution” był w niewielkim stopniu modernizowany w okresie międzywojennym. W latach 20. zdjęto 2 działa 152 mm umieszczone na pokładzie i dodano 4 pojedyncze działa przeciwlotnicze 102 mm, zamienione następnie pod koniec lat 30. przez 4 podwójne stanowiska dział 102 mm Mk XVI w półwieżach. W latach 30. dodano także 2 ośmiolufowe stanowiska automatycznych działek plot 40 mm Mk VIII („pom-pomów”) i 2 poczwórnie sprzężone wkm-y plot oraz usunięto nieprzydatne podwodne wyrzutnie torpedowe. Ponadto na „Resolution” i „Royal Oak” umieszczono na dachu wieży X katapultę dla lekkich wodnosamolotów.
Podczas II wojny światowej na „Resolution” pogrubiono w 1942 roku pancerz nad komorami amunicyjnymi o 50 mm, a w 1943 roku zdemontowano dwa działa 152 mm. Zwiększano natomiast małokalibrową artylerię przeciwlotniczą: w latach 1941–1942 zdjęto wkm-y i dodano dwa czterolufowe stanowiska „pom-pomów” 40 mm Mk VIII oraz 10 działek Oerlikon 20 mm. Zamontowano także pod koniec 1941 roku wyposażenie radarowe: radary Typ 79 dozoru powietrznego, Typ 273 dozoru nawodnego i Typ 284 i 285 kierowania ogniem. Na skutek dodawania sprzętu, wyporność pełna okrętu pod koniec wojny osiągnęła 34 700 t.

## Służba

### I wojna światowa i okres międzywojenny
„Resolution” wszedł do służby w grudniu 1916 roku i wziął udział w działaniach podczas drugiej połowy I wojny światowej, aczkolwiek w tym okresie nie dochodziło już do starć z niemieckimi okrętami liniowymi.

### II wojna światowa – początek
Po wybuchu II wojny światowej, we wrześniu 1939 roku pancernik bazował w Plymouth w celu osłony konwojów na południowo-zachodnich podejściach do Wysp Brytyjskich (SW Approaches). W październiku przebazował do Halifaksu w Kanadzie w celu osłony konwojów na północnym Atlantyku. M.in. w grudniu eskortował konwój TC1, przewożący kanadyjskich żołnierzy do Wielkiej Brytanii (z HMS „Repulse”, HMS „Furious” i HMS „Emerald”). Od 19 stycznia do marca 1940 roku był remontowany w Devonport w Anglii.

### Kampania norweska, 1940 rok
„Resolution” wziął udział w kampanii norweskiej, przepływając 26 kwietnia 1940 roku w rejon Narwiku, gdzie wspierał oddziały alianckie walczące o Narwik (zastąpił pancernik HMS „Warspite”). 12 maja zabrał na pokład 4 czołgi i dwie łodzie desantowe w celu desantu na Bjervik i 13 maja wspierał tam ogniem desant Legii Cudzoziemskiej, wraz z krążownikami HMS „Aurora” i „Effingham” oraz niszczycielami. 16 maja został lekko uszkodzony w ataku lotniczym 30 mil od Narwiku, bombą 114 kg, która upadła na prawej burcie pomiędzy wieżami rufowymi. Uszkodzenia naprawiono prowizorycznie przez załogę. 18 maja z uwagi na zagrożenie powietrzne został odwołany do Wielkiej Brytanii.

### Gibraltar i działania przeciw Francji, lata 1940–1942
26 czerwca 1940 roku okręt został przydzielony do zespołu H (Force H) w Gibraltarze. Już 2 lipca brał udział w bombardowaniu okrętów francuskiego rządu w Vichy w Mers el-Kebir (operacja Catapult). 31 lipca brał z kolei udział w osłonie operacji Hurry i Crush, mających na celu dostarczenie zaopatrzenia na Maltę i bombardowanie włoskiego lotniska w Cagliari na Sardynii (z HMS „Valiant”, „Arethusa” i niszczycielami „Escapade” i „Velox”).
We wrześniu 1940 roku wziął udział w operacji Menace mającej na celu zdobycie francuskiego Dakaru (23–25 września). 24 września bombardował Dakar, lecz 25 września 1940 roku został poważnie uszkodzony torpedą w lewą burtę przez francuski okręt podwodny „Bévéziers”. Odholowany przez „Barham”, był naprawiany od października 1940 roku we Freetown, po czym w grudniu powrócił do Wielkiej Brytanii. W marcu udał się na dalszy remont do Filadelfii w USA, do września 1941 roku. W październiku powrócił do Wielkiej Brytanii. Zamontowano wówczas wyposażenie radarowe. W listopadzie powrócił do linii, w składzie Home Fleet w bazie Scapa Flow.

### Flota Wschodnia, lata 1942–1943
W styczniu 1942 roku „Resolution” został przydzielony w skład 3. Eskadry Pancerników Floty Wschodniej, bazującej na Cejlonie. Dotarł tam w marcu 1942 roku, eskortując po drodze w styczniu-lutym konwój WS15 do Kapsztadu. Wszedł w skład zespołu B Floty Wschodniej, grupującego m.in. pozostałe 3 pancerniki typu Revenge. Podczas japońskiego rajdu na Ocean Indyjski jednostki Floty Wschodniej zostały wycofane do atolu Addu na Malediwach, a następnie 6 maja wolniejszy zespół B – do Kilindini w Kenii, skąd działał następnie w osłonie konwojów na Oceanie Indyjskim. W lutym 1943 roku osłaniał na części trasy konwój Pamphlet, transportujący żołnierzy 9. Dywizji Australijskiej z Bliskiego Wschodu do Australii. Powrócił następnie do służby konwojowej na Oceanie Indyjskim.

### Rezerwa, lata 1943–1948
W październiku 1943 roku zdecydowano wycofać „Resolution” ze służby operacyjnej, z uwagi na wiek i stan okrętu i w listopadzie przeszedł on do Wielkiej Brytanii, gdzie został wycofany do rezerwy. Od stycznia 1944 roku do sierpnia 1945 roku służył do celów szkolnych, ze zredukowaną załogą.
5 maja 1948 roku został sprzedany na złom, po czym 13 maja przybył do Faslane w celu złomowania.
HMS „Resolution” zdobył 2 wyróżnienia bojowe (battle honours): Atlantyk 1939-40 i Norwegia 1940.